# ويليام إي. والش
ويليام إي. والش (بالإنجليزية: William E. Walsh)‏ هو محامي وسياسي أمريكي، ولد في 1903، وتوفي في 1975. حزبياً، نشط في الحزب الجمهوري.